# Institut français du Japon
L’Institut français du Japon est un établissement culturel qui relève de l'ambassade de France au Japon ; il est né en septembre 2012, de la fusion du service culturel de l’ambassade de France, des Instituts franco-japonais de Tokyo, de Yokohama, du Kansai et du Kyushu et regroupe les sites suivants :
- Institut français du Japon - Tokyo
- Institut français du Japon - Kansai (Kyoto et Osaka)
- Villa Kujoyama (Kyoto) - rattachée à l'IFJ depuis 2014
- Institut français du Japon - Yokohama (Yokohama)
- Institut français du Japon - Kyushu (Fukuoka)
- Institut français du Japon - Okinawa (Naha) - fondé en 2019

Il collabore avec le réseau de l'Alliance française au Japon  :
- Alliance française de Sapporo
- Association franco-japonaise Alliance française de Sendai
- Alliance française Association France Aichi (Nagoya)
- Alliance française de Tokushima